# Matteo Paro
Matteo Paro (Asti, 17 marzo 1983) è un allenatore di calcio ed ex calciatore italiano, di ruolo centrocampista, tecnico in seconda dell'Atalanta.

## Caratteristiche tecniche

### Giocatore
Giocava come regista, sia in un centrocampo a 4 che a 3 giocatori; era dotato di senso della geometria del gioco e di buone capacità tecniche.

## Carriera

### Giocatore

#### Club
Dopo aver militato nelle giovanili del Torretta e dell'Asti, passa undicenne alla Juventus, dove rimane fino al 2003 con una parentesi di una stagione al Volpiano, in Serie D. Con i bianconeri vince il Torneo di Viareggio 2003, e nella stessa stagione debutta in prima squadra: prima in Champions League, sul campo della Dinamo Kiev, e quindi in Serie A, il 17 maggio 2003 in Reggina-Juventus 2-1.
Nella stagione successiva viene ceduto in comproprietà al Chievo (insieme con Sculli e Gastaldello) nell'operazione che porta Legrottaglie alla Juventus. Con la formazione clivense non viene mai impiegato e nel gennaio 2004 la Juventus trasferisce il giovane centrocampista al Crotone, in Serie C1, dove contribuirà alla promozione dei calabresi in Serie B con 15 presenze e 2 reti. Nella stagione 2004-2005 rimane a Crotone, dove disputa 39 gare e realizza 3 reti nella formazione allenata da Gian Piero Gasperini, già suo allenatore nella Primavera juventina, che lo schiera regolarmente come titolare.
L'anno successivo la Juventus ne riscatta la comproprietà dal Chievo e lo cede, sempre con questa formula, al Siena. In Toscana totalizza 28 presenze in campionato, e a fine stagione rientra definitivamente alla Juventus, nel frattempo retrocessa in Serie B per i fatti di Calciopoli. Schierato abitualmente dal tecnico Didier Deschamps come regista al fianco di Giuliano Giannichedda o Cristiano Zanetti, giocherà 28 partite con la Juventus, delle quali 22 da titolare. Nella seconda parte della stagione, complice un infortunio, cede il posto da titolare a Claudio Marchisio, altro prodotto delle giovanili della Juventus.
È lui a realizzare il primo gol della Vecchia Signora nel campionato di Serie B, il 9 settembre 2006 sul campo del Rimini. Dopo la promozione, tuttavia, non viene riconfermato: inizialmente destinato all'Empoli come parziale contropartita per Sergio Almirón, il 27 giugno 2007 la Juventus lo cede in comproprietà al Genoa allenato da Gasperini, per 1,5 milioni di euro. Titolare nella prima parte di stagione, il 27 febbraio 2008 durante l'incontro Genoa-Napoli, a seguito di un contrasto di gioco, subisce la lesione del legamento crociato anteriore del ginocchio sinistro che lo tiene fermo fino a fine campionato.
Il 24 giugno 2008 viene ceduto definitivamente alla squadra ligure, che riscatta per 2 milioni di euro l'altra metà del cartellino del giocatore. All'inizio della stagione 2008-2009 un nuovo infortunio in una delle sue prime apparizioni costringe il giocatore a saltare l'intero campionato.
Il 2 luglio 2009 passa in prestito al Bari, neopromosso in Serie A. Anche l'esperienza pugliese viene condizionata da un grave infortunio al legamento crociato del ginocchio, nel corso di un'amichevole estiva contro il Lumezzane; torna in campo il 3 gennaio 2010, in amichevole contro il Barletta disputando 30 minuti nel ruolo di terzino destro.
Rientrato al Genoa, il 29 gennaio 2010 si trasferisce in prestito al Piacenza fino alla fine della stagione. A causa dei continui infortuni a Piacenza gioca solo 4 partite e a fine anno torna al Genoa, che nella sessione estiva del calciomercato lo gira nuovamente in prestito al Vicenza; dopo la prima stagione con i veneti, viene acquistato a titolo definitivo il 22 luglio 2011.
Al termine del campionato 2011-2012, concluso con la retrocessione dei berici, rimane svincolato, e dopo un'intera annata di inattività nel settembre 2013 firma per la SPAL, militante in Lega Pro Seconda Divisione.
Dopo una sola stagione agli estensi, si trasferisce al Mantova, nel campionato di Lega Pro dove ottiene la fascia da capitano dal club virgiliano. Nel luglio 2015 segue l'allenatore Ivan Jurić e fa ritorno al Crotone, a distanza di 10 anni, ritornando a giocare in Serie B.

#### Nazionale
Ha fatto parte della Nazionale Under-20, con la quale ha collezionato 6 presenze e una rete (contro il Messico) nel 2003.

### Allenatore
A luglio 2017 lascia il calcio giocato ed entra nello staff tecnico di Ivan Jurić al Genoa come match analyst.
Il 10 luglio 2019 entra a far parte dello staff del Verona come vice di Jurić seguendolo due anni dopo al Torino. Nel settembre del 2022 viene ammesso al corso UEFA Pro, il massimo livello di formazione per un allenatore.
Il 18 settembre 2024, segue Jurić alla Roma sempre con il ruolo di vice allenatore.

## Statistiche

### Presenze e reti nei club
| Stagione        | Squadra         | Campionato      | Campionato | Campionato | Coppe nazionali | Coppe nazionali | Coppe nazionali | Coppe continentali | Coppe continentali | Coppe continentali | Altre coppe | Altre coppe | Altre coppe | Totale | Totale |
| Stagione        | Squadra         | Comp            | Pres       | Reti       | Comp            | Pres            | Reti            | Comp               | Pres               | Reti               | Comp        | Pres        | Reti        | Pres   | Reti   |
| --------------- | --------------- | --------------- | ---------- | ---------- | --------------- | --------------- | --------------- | ------------------ | ------------------ | ------------------ | ----------- | ----------- | ----------- | ------ | ------ |
| 2002-2003       | Juventus        | A               | 1          | 0          | CI              | 3               | 0               | UCL                | 1                  | 0                  | SI          | -           | -           | 5      | 0      |
| 2003-gen. 2004  | Chievo          | A               | 0          | 0          | CI              | 0               | 0               | -                  | -                  | -                  | -           | -           | -           | 0      | 0      |
| gen.-giu. 2004  | Crotone         | C1              | 15+4       | 2          | CI-C            | 0               | 0               | -                  | -                  | -                  | -           | -           | -           | 19     | 2      |
| 2004-2005       | Crotone         | B               | 39         | 3          | CI              | 3               | 0               | -                  | -                  | -                  | -           | -           | -           | 42     | 3      |
| 2005-2006       | Siena           | A               | 28         | 0          | CI              | 3               | 0               | -                  | -                  | -                  | -           | -           | -           | 31     | 0      |
| 2006-2007       | Juventus        | B               | 28         | 1          | CI              | 2               | 0               | -                  | -                  | -                  | -           | -           | -           | 30     | 1      |
| Totale Juventus | Totale Juventus | Totale Juventus | 29         | 1          |                 | 5               | 0               |                    | 1                  | 0                  |             | -           | -           | 35     | 1      |
| 2007-2008       | Genoa           | A               | 20         | 0          | CI              | 2               | 0               | -                  | -                  | -                  | -           | -           | -           | 22     | 0      |
| 2008-2009       | Genoa           | A               | 0          | 0          | CI              | 0               | 0               | -                  | -                  | -                  | -           | -           | -           | 0      | 0      |
| Totale Genoa    | Totale Genoa    | Totale Genoa    | 20         | 0          |                 | 2               | 0               |                    | -                  | -                  |             | -           | -           | 22     | 0      |
| 2009-gen. 2010  | Bari            | A               | 0          | 0          | CI              | 0               | 0               | -                  | -                  | -                  | -           | -           | -           | 0      | 0      |
| gen.-giu. 2010  | Piacenza        | B               | 4          | 0          | CI              | -               | -               | -                  | -                  | -                  | -           | -           | -           | 4      | 0      |
| 2010-2011       | Vicenza         | B               | 20         | 1          | CI              | 0               | 0               | -                  | -                  | -                  | -           | -           | -           | 20     | 1      |
| ago. 2011-2012  | Vicenza         | B               | 25+2       | 3+0        | CI              | -               | -               | -                  | -                  | -                  | -           | -           | -           | 27     | 3      |
| Totale Vicenza  | Totale Vicenza  | Totale Vicenza  | 47         | 4          |                 | 0               | 0               |                    | -                  | -                  |             | -           | -           | 47     | 4      |
| 2013-2014       | SPAL            | 2D              | 14         | 0          | CI-LP           | -               | -               | -                  | -                  | -                  | -           | -           | -           | 14     | 0      |
| 2014-2015       | Mantova         | LP              | 29         | 2          | CI-LP           | 2               | 0               | -                  | -                  | -                  | -           | -           | -           | 31     | 2      |
| 2015-2016       | Crotone         | B               | 13         | 0          | CI              | 2               | 0               | -                  | -                  | -                  | -           | -           | -           | 15     | 0      |
| Totale Crotone  | Totale Crotone  | Totale Crotone  | 71         | 5          |                 | 5               | 0               |                    | -                  | -                  |             | -           | -           | 76     | 5      |
| Totale carriera | Totale carriera | Totale carriera | 242        | 12         |                 | 17              | 0               |                    | 1                  | 0                  |             | -           | -           | 260    | 12     |

## Palmarès

### Giocatore

#### Club

##### Competizioni giovanili
- Torneo di Viareggio: 1

Juventus: 2003

##### Competizioni nazionali
- Campionato italiano: 1

Juventus: 2002-2003
- Campionato italiano di Serie B: 1

Juventus: 2006-2007